# Sadd-e Halīl Rūd
Sadd-e Halīl Rūd (persiska: سدّ هلیل رود) är en dammbyggnad i Iran.   Den ligger i provinsen Kerman, i den sydöstra delen av landet, 1 000 km sydost om huvudstaden Teheran. Sadd-e Halīl Rūd ligger 1 185 meter över havet. Den ligger vid sjön Daryācheh-ye Sadd-e Halīl Rūd.
Terrängen runt Sadd-e Halīl Rūd är huvudsakligen kuperad, men söderut är den bergig. Sadd-e Halīl Rūd ligger nere i en dal. Runt Sadd-e Halīl Rūd är det glesbefolkat, med 17 invånare per kvadratkilometer. Närmaste större samhälle är Kūh Nīmeh, 15,1 km öster om Sadd-e Halīl Rūd. Trakten runt Sadd-e Halīl Rūd är ofruktbar med lite eller ingen växtlighet.